# PARADIGM
PARADIGM（パラダイム）是日本的出版社，位於東京都杉並區。主要出版美少女遊戲的小說為主。

## 歷史
- 1996年創立。
- 1996年7月PARADIGM NOVELS（パラダイムノベルス）創刊，2013年11月停刊。
- 1997年4月Art Pack（アートパック）創刊。
- 2000年12月Blue Mint Novels（ブルーミントノベルス）創刊刊，2004年12月停刊。
- 2002年5月Can♥d select（キャンディセレクト）創刊，2004年7月停刊。
- 2002年9月GLASS BLUE NOVELS（グラスブルーノベルス）創刊，2003年4月停刊。
- 2008年10月協助Visual Art's的VA文庫創刊和發售。
- 2009年10月ぷちぱら文庫創刊。
- 2010年2月heroine select（ヒロインセレクト）創刊，2010年9月停刊。
- 2010年12月まるち文庫創刊，2013年12月停刊。
- 2011年成立ないしょのパラダイム，發售Android平台的美少女遊戲電子小說。
- 2011年2月ぷちぱら文庫Creative創刊。
- 2014年9月オトナ文庫創刊。

## 叢書文庫
- PARADIGM NOVELS

成人遊戲小說化的限制級美少女遊戲小說為主。
- Blue Mint Novels

女性向遊戲小說和設定集為主。
- Can♥d select

限制級美少女短篇小說選集為主。
- GLASS BLUE NOVELS

BL小說為主。
- heroine select

Key的全年齡美少女遊戲小說選集為主。
- ぷちぱら文庫

成人遊戲小說化的限制級美少女遊戲小說為主。
- ぷちぱら文庫Creative

限制級原創美少女小說為主。
- まるち文庫

全年齡美少女遊戲小說為主。
- オトナ文庫

成人遊戲小說化的限制級美少女遊戲小說為主。
- VA文庫

協助Visual Art's發售，以Key的全年齡美少女遊戲小說為主。
- Art Pack

美少女遊戲的原畫集為主。

## 外部連結
- PARADIGM出版（页面存档备份，存于）（日語）
- PARADIGM（页面存档备份，存于）（日語）
- ないしょのパラダイム（页面存档备份，存于）（日語）
- ぷちぱら文庫的X（前Twitter）（日語）